# Fytoftorová kořenová hniloba

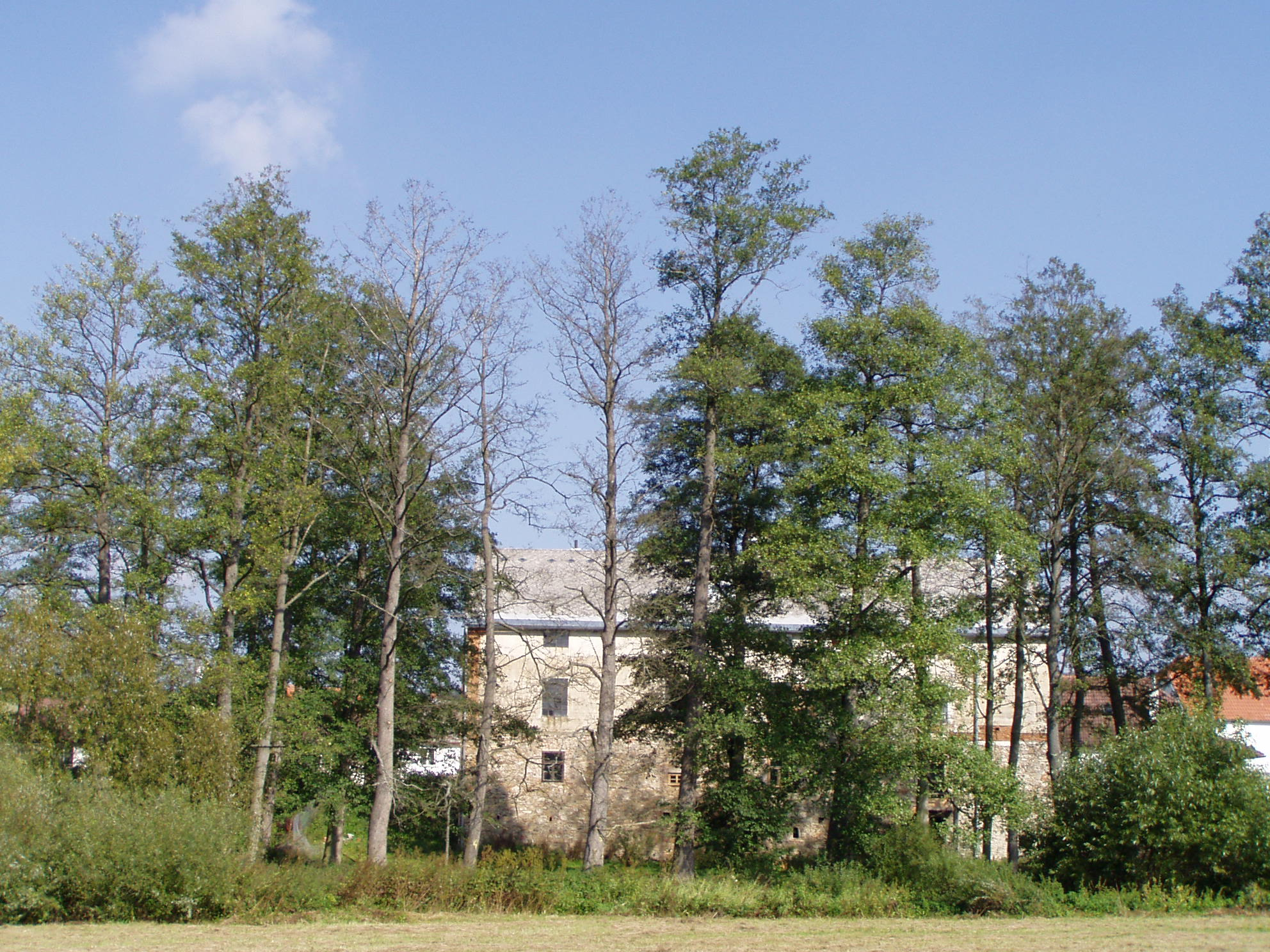
Břehový porost poškozený plísní olšovou. Lomnice u Mirotic, 2006 (foto K. Černý)

Fytoftorová hniloba kořenů a krčků je závažné onemocnění rostlin způsobené půdními druhy rodu Phytophthora (Eukaryota: Chromalveolata: Stramenopila: Oomycetes) projevující se navenek vadnutím a žloutnutím olistění a posléze chřadnutím a odumíráním napadených rostlin.

## EPPO kód
1PHYTG

## Vědecké jméno patogenu

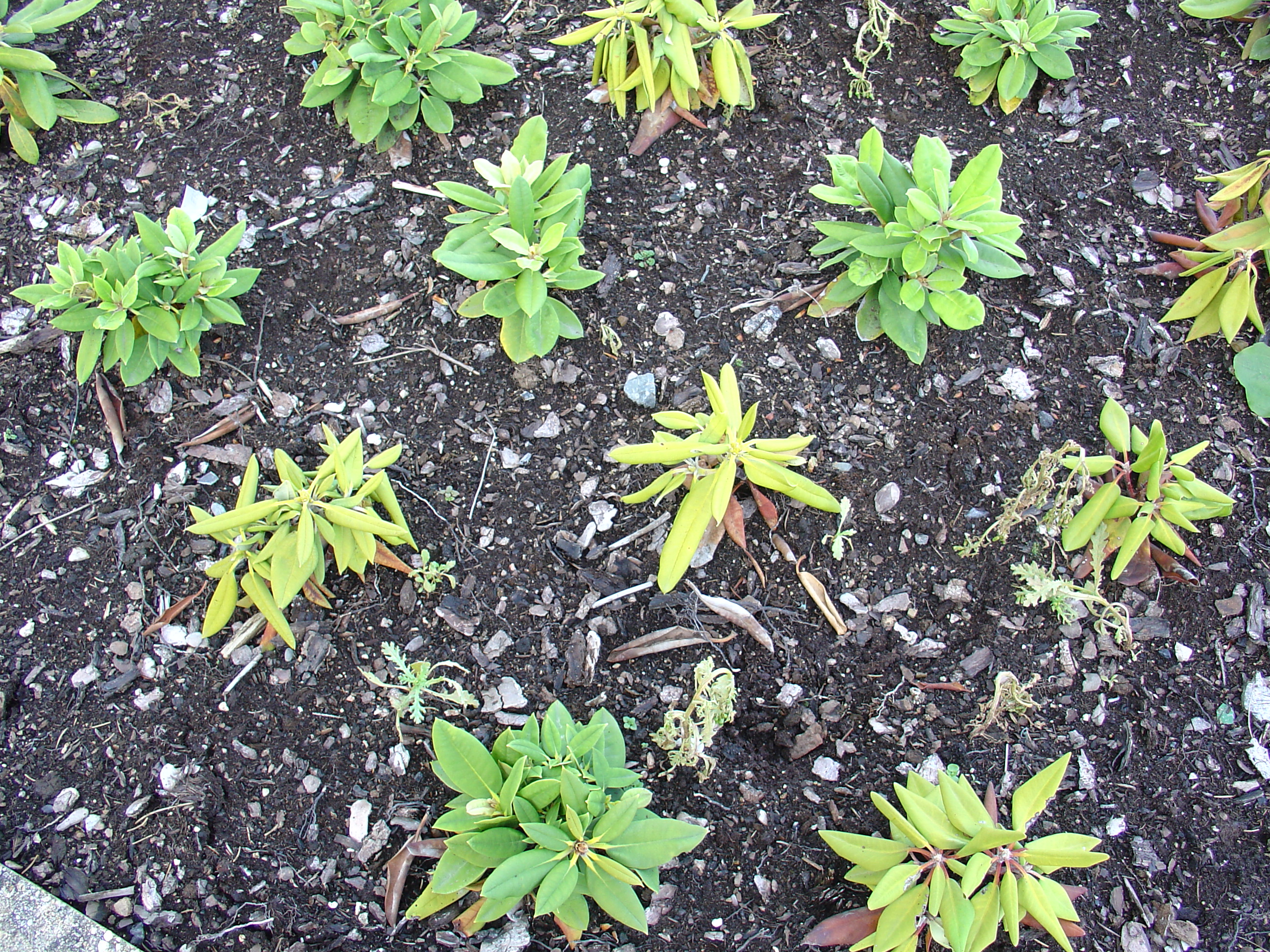
Kořenová hniloba rododendronu způsobená P. cinnamomi. Střední Čechy, 2003 (foto M. Mrázková, K. Černý)

Phytophthora de Bary (syn. Blepharospora Petri, aj.).

## Hostitelé
Tisíce druhů krytosemenných a méně často i nahosemenných rostlin (jehličnanů).
Obecně lze říci, že jde o organismy napadající obvykle značné spektrum hostitelů – u mnoha z nich jsou známy desítky, stovky a někdy i přes tisíc hostitelů (např. u P. cinnamomi), jsou však známy i druhy značně specializované – např. P. ×alni. Velmi běžným hostitelem mnoha těchto patogenů je např. pěnišník a další druhy vřesovcovitých, ze kterých např. jen v ČR bylo izolováno devět druhů rodu Phytophthora.

## Příznaky choroby

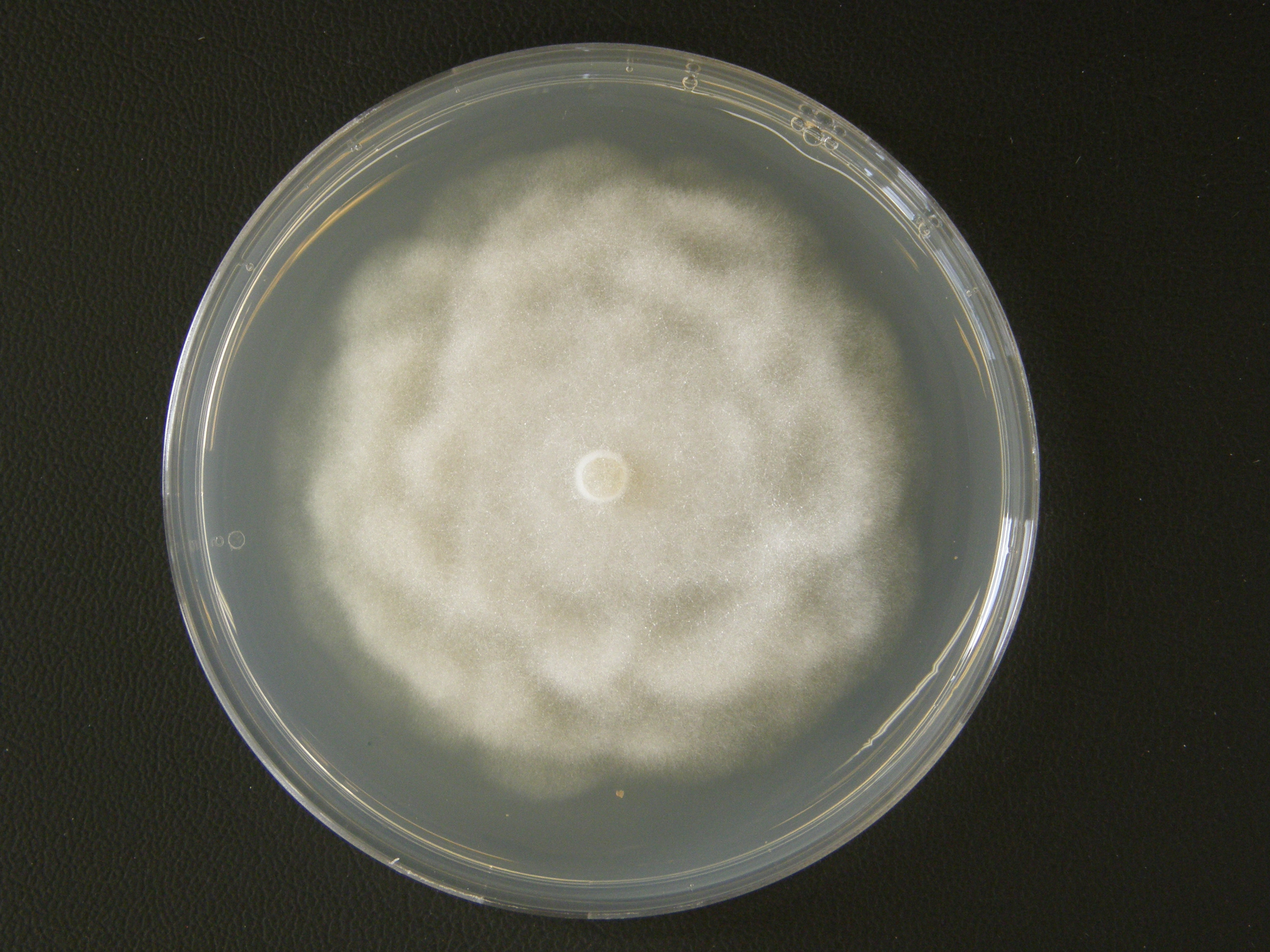
Kolonie P. cryptogea na médiu PDA (foto K. Černý)

Hniloby kořenů a krčků rostlin způsobované fytopatogenními oomycety (zejména tzv. půdními druhy r. Phytophthora – např. P. ×alni, P. cinnamomi, P. plurivora, P. cambivora, aj.) se navenek projevují zejména poškozením nadzemních částí – vadnutím, žloutnutím a zmenšením listů a posléze chřadnutím hostitelů a jejich odumřením.
- Kořeny napadených rostlin jsou charakteristické hnědavou až černou barvou, redukovaným větvením a absencí kořenového vlášení.
- Napadení krčku se projevuje rezavým až hnědavým zbarvením vodivých pletiv a spodních vrstev kůry; nekrózy mají často jazykovitý charakter a mohou u plně vrostlých dřevin dosahovat až několik metrů nad krček. Napadení krčku je u dřevin často doprovázeno charakteristickými výtoky pigmentů v prasklinách borky nad nekrotizovanými pletivy. Napadení je velmi nebezpečné a často vede k rychlému odumření dřeviny.
- Listy napadených rostlin vadnou a postupně dochází k jejich chlorotizaci. U dlouhodobě napadených dřevin dochází v průběhu let ke zmenšení listů.
- Napadené rostliny v závislosti na intenzitě napadení postupně krní a dříve či později odumírají. U dřevin je typické postupné řídnutí olistění, prosychání korun, redukce přírůstku a celkové chřadnutí. Napadení vede v mnoha případech k výraznému poškození dřevin až k jejich odumření.

### Možnost záměny

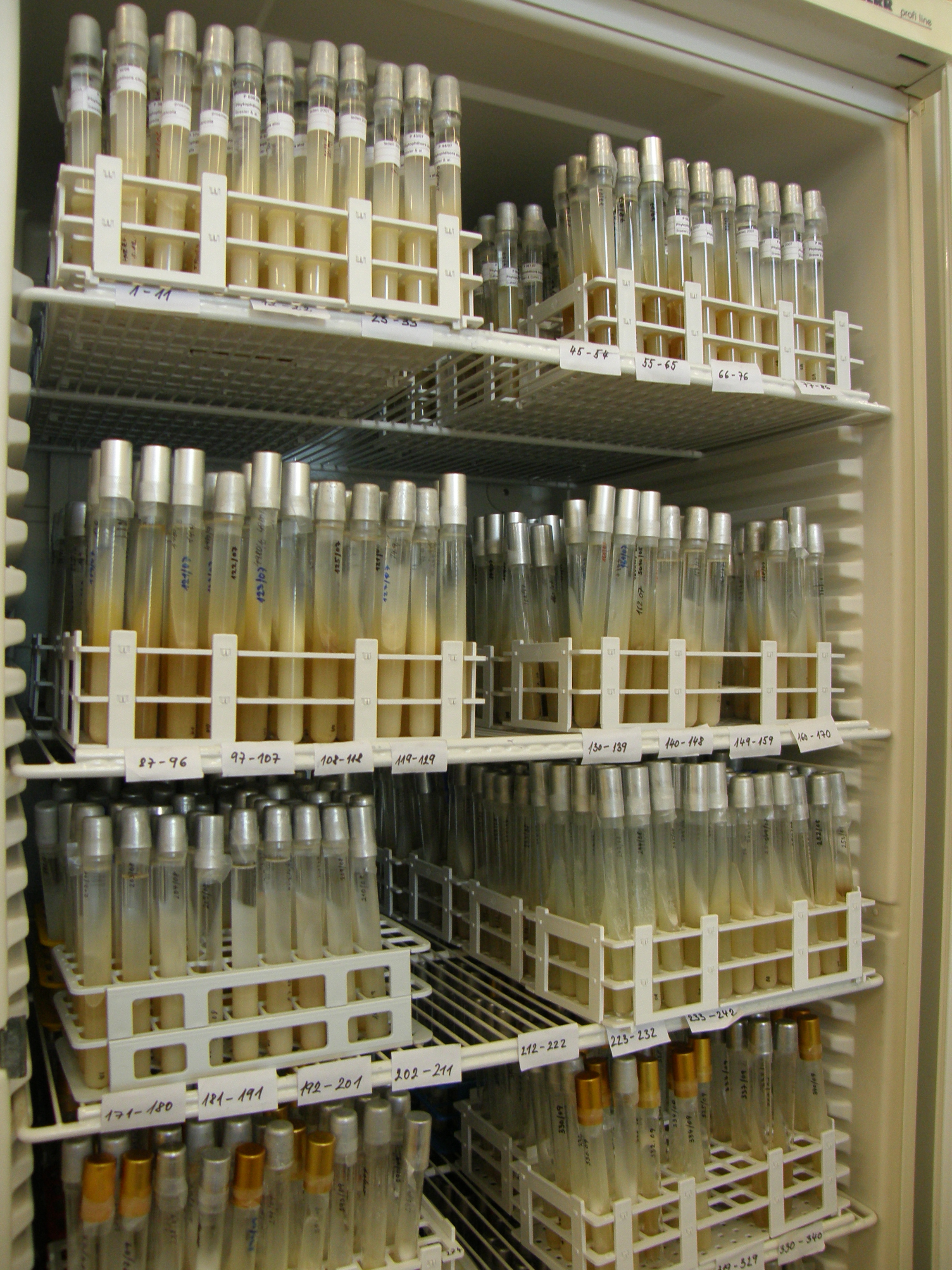
Česká sbírka fytopatogenních oomycetů, ukázka

Záměna je možná např. s poškozením kořenů v důsledku zaplavení a hypoxie, napadení kořenů patogenními houbami, háďátky a dalšími organismy,.

## Význam
Druhy r. Phytophthora, způsobují celosvětové ekonomice každoročně ztráty mnoha miliard dolarů a patří mezi nejcitovanější parazity rostlin vůbec. Druhy způsobující hniloby kořenů jsou zodpovědné například za současnou ekologickou katastrofu v Austrálii (P. cinnamomi) masové odumírání mnoha taxonů dřevin v různých částech světa včetně Evropy a ČR (P. alni, P. lateralis, P. austrocedrae, P. plurivora, P. cambivora a další) a mnohé další závažné problémy. Z důvodu snadného šíření se svými hostiteli patří zároveň mezi nejvíce invazní organismy světa. Např. na území ČR bylo nalezeno přes 20 nepůvodních druhů r. Phytophthora Archivováno 27. 8. 2016 na Wayback Machine., které jsou uloženy v České sbírce fytopatogenních oomycetů (ČSFO). Velmi často lze nalézt např. v ČR běžně rozšířenou plíseň olšovou (P. ×alni), způsobující významné škody v břehových a lesních porostech.

## Biologie
Patogeny z r. Phytophthora patří obvykle mezi biotrofní parazity. Půdní druhy r. Phytophthora jsou svým šířením a ekologií významně vázány na vodu, proto často dochází k poškozením rostlin zejména v příliš zamokřených podmínkách či po přelití. Mnohé druhy vytvářejí pohlavní i nepohlavní spory, u některých je dosud známo pouze nepohlavní rozmnožování. Pohlavní spory, tzv. oospory, slouží k rekombinaci genetické informace a rovněž vzhledem k tlusté stěně mohou přežívat delší dobu v dormantním stavu. Nepohlavní spory jsou dvojího typu. Dvoubičíkaté zoospory slouží primárně k vertikálnímu šíření v čase, druhý typ spor, obvykle kulovité a tlustostěnné chlamydospory, slouží k přežívání nepříznivých podmínek (např. sucho, absence hostitele, použití fungicidů) a mohou přežít i několik let.

## Šíření
Půdní druhy z rodu Phytophthora se typicky šíří na dlouhé vzdálenosti s rostlinným materiálem jako jeho biologické znečištění,. Další možnosti šíření jsou spolu s dopravní mechanizací, pracovními nástroji, na podrážkách obuvi, spolu s infikovaným substrátem apod. V rámci lokality se patogen může šířit vodou pomocí aktivně se pohybujících dvoubičíkatých zoospor. Pletiva hostitelských rostlin zoospory vyhledávají pomocí chemotaxe.

## Ochrana rostlin
Vzhledem k nebezpečnosti patogenů z r. Phytophthora a potenciálně velkým škodám je vždy vhodné nezanedbávat preventivní opatření.

### Preventivní opatření
Mezi základní principy ochrany patří používání zdravého, kontrolovaného materiálu, karanténa dovezených rostlin, používání sterilního substrátu (vhodná aerace a pH), dostatečná hygiena provozu, přiměřená zálivka, použití biologických přípravků, používání rezistentních taxonů či kultivarů rostlin a další. Velmi významná je průběžná kontrola zdravotního stavu pěstovaných rostlin .

### Kurativní (léčebná) opatření
Mezi léčebná opatření patří likvidace napadených rostlin, výměna či dezinfekce substrátu, zavlažovacího systému a pracovních pomůcek a mechanizace, použití chemických přípravků a další . Mezi použitelné přípravky patří např. Previcur Energy, Proplant, Alliete 80 WG, Flowbrix, Ridomil gold MZ .
V případě zavlečení patogenů z r. Phytophthora do lesních, břehových a dalších porostů v krajině jsou možnosti ochrany do jisté míry omezené a sestávají ze souboru pěstebních pravidel, která v důsledku mohou omezit vliv patogenu, obvykle ho ale nemohou ze systému eliminovat, jako např. v případě P. ×alni.

## Česká sbírka fytopatogenních oomycetů
Česká sbírka fytopatogenních oomycetů (ČSFO)  byla založena v roce 2005 ve Výzkumném ústavu Silva Taroucy pro krajinu a okrasné zahradnictví, v.v.i. v Průhonicích a od roku 2012 je součástí Národního programu konzervace a využívání genových zdrojů mikroorganismů a drobných živočichů hospodářského významu. Sbírka slouží k uchování kmenů významných fytopatogenních plísní náležejících do rodů Phytophthora a Pythium (Eukaryota: Chromalveolata: Stramenopila: Oomycetes) izolovaných v ČR. V současné době je ve veřejné části sbírky uloženo přes 350 kmenů celkem 33 druhů oomycetů. Celkem, včetně neveřejné části, sbírka obsahuje téměř osmi set kmenů.
Česká sbírka fytopatogenních oomycetů spolupracuje s řadou výzkumných pracovišť v Evropě – např. ze Švýcarska, Německa, Finska, Irska, Litvy, Nizozemska či Polska. Sbírka patří svého druhu k největším ve středoevropském prostoru a je nejvýznamnější veřejnou sbírkou fytopatogenních oomycetů v rámci celé postkomunistické Evropy.
V ČSFO jsou zejména uloženy izoláty nepůvodních invazních druhů patogenů jako je např. Phytophthora ×alni způsobující zásadní škody v porostech olšin v Evropě, P. cinnamomi patřící mezi nejvíce invazní organismy světa, P. plurivora, která je významným patogenem v řadě ekosystémů a rychle se šíří např. v lužních lesích, karanténní P. ramorum a mnoho dalších významných patogenů např. P. cactorum, P. citrophthora, P. cambivora, P. cryptogea . Izoláty těchto a dalších oomycetů byly získány z celkem 114 různých druhů a kultivarů lesních, okrasných a ovocných dřevin, okrasných květin a dalších hostitelů  z nejrůznějších typů porostů a výsadeb v rámci celé ČR. Aktuální seznam izolátů uložených ve sbírce je dostupný na webových stránkách VÚKOZ.

### Seznam druhů oomycetů izolovaných v ČR a uložených v ČSFO
Aktuální seznam izolátů uložených ve sbírce je dostupný na webových stránkách VÚKOZ, v.v.i.
- Phytophthora ×alni (C.M. Brasier & S.A. Kirk) Husson, Ioos & Marçais
- Phytophthora bilorbang Aghighi & T.I.Burgess
- Phytophthora cactorum (Lebert & Cohn) J. Schröt.
- Phytophthora cambivora (Petri) Buisman
- Phytophthora cinnamomi Rands
- Phytophthora citrophthora (R.E. & E.H. Smith) Leonian
- Phytophthora cryptogea Pethybridge & Lafferty
- Phytophthora gallica T. Jung & J. Nechwatal
- Phytophthora gonapodyides (H.E. Petersen) Buisman
- Phytophthora gregata T. Jung, Stukely & T.I. Burgess
- Phytophthora hedraiandra De Cock & Man in 't Veld
- Phytophthora lacustris Brasier, Cacciola, Nechwatal, Jung & Bakonyi
- Phytophthora megasperma Drechsler
- Phytophthora multivora P.M. Scott & T. Jung
- Phytophthora palmivora (E.J.Butler) E.J. Butler
- Phytophthora plurivora T. Jung & T.I. Burgess
- Phytophthora polonica Belbahri, E. Moralejo, Calmin & Oszako
- Phytophthora pseudosyringae T. Jung & Delatour
- Phytophthora ramorum Werres, De Cock & Man in 't Veld
- Phytophthora rosacearum (H.E. Petersen) Buisman
- Phytophthora rubi (W.F. Wilcox & J.M. Duncan) Man in 't Veld
- Phytophthora syringae (Kleb.) Kleb.
- Phytophthora taxon Raspberry
- Phytophthora taxon Walnut
- Phytophthora uniformis (C.M. Brasier & S.A. Kirk) Husson, Ioos & Aguayo
- Pythium citrinum B. Paul = Phytopythium citrinum (B. Paul) Abad, de Cock, Bala, Robideau, Lodhi & Lévesque
- Pythium helicoides Drechsler = Phytopythium helicoides (Drechsler) Abad, de Cock, Bala, Robideau, Lodhi & Lévesque
- Pythium chamaihyphon Sideris = Phytopythium chamaihyphon (Sideris) Abad, de Cock, Bala, Robideau, Lodhi & Lévesque
- Pythium intermedium de Bary = Globisporangium intermedium (de Bary) Uzuhashi, Tojo & Kakish.
- Pythium macrosporum Vaartaja & Plaäts-Nit. = Globisporangium macrosporum (Vaartaja & Plaäts-Nit.) Uzuhashi, Tojo & Kakish
- Pythium ultimum Throw = Globisporangium ultimum (Trow) Uzuhashi, Tojo & Kakish.
- Pythium undulatum H.E. Petersen = Elongisporangium undulatum (H.E. Petersen) Uzuhasi, Tojo & Kakish
- Pythium vexans de Bary = Phytopythium vexans (de Bary) Abad, de Cock, Bala, Robideau, Lodhi & Lévesque